# Säg ja till livet
Säg ja till livet (originaltitel: The Stratton Story) är ett amerikanskt drama från 1949 med James Stewart och June Allyson i huvudrollerna. Filmen regisserades av Sam Wood.

## Handling
Monty Strattons (James Stewart) liv är på topp, med en vacker fru (June Allyson) och en lovande karriär inom baseboll. Men en dag när han arbetar på sin gård sker en jaktolycka och han förlorar sitt ena ben. Kan han komma tillbaka?

## Om filmen
Bygger på den sanna historien om baseballspelaren Monty Stratton.

## Rollista (i urval)
- James Stewart: Monty Stratton
- June Allyson: Ethel Stratton
- Frank Morgan: Barney Wiles
- Agnes Moorehead: Ma Stratton
- Bill Williams: Eddie Dilson
- William Bassett: Monty Stratton Jr
- Robert Gist: Earnie
- Cliff Clark: Josh Higgins
- Bruce Cowling: Ted Lyons
- Mary Lawrence: Dot
- Dean White: Luke Appling